# Salon de la Sécession
El Salon de la Sécession fou una exhibició d'art avantguardista que tingué lloc a Luxemburg anualment entre 1927 i 1930. Era l'esdeveniment principal del moviment luxemburguès de secessió, fundat el 1926 per artistes com Claus Cito, Nico Klopp, Joseph Kutter i Auguste Trémont, que no estaven d'acord amb la idea acadèmica del Cercle artistique de Luxembourg i el seu suport de l'impressionisme. Amb la intenció d'atraure l'interès cap al fauvisme i l'expressionisme, havien estat insiparts per moviments secessionistes similars molt anteriors com els de Múnic (1892), Viena (1896) i Berlín (1897). El moviment luxemburguès tingué la seva fi el 1930 després de la reconciliació entre el moviment de secessió i el Cercle artistique.
La primera exhibició del Salon fou celebrada a l'ajuntament de Luxemburg el 1927. Els artistes participants foren Claus Cito, Nico Klopp, Joseph Kutter, Jemp Michels, Harry Rabinger, Jean Schaak, Jos Sünnen, Jean-Joseph Thiry i Auguste Trémont.